# Port lotniczy Artigas

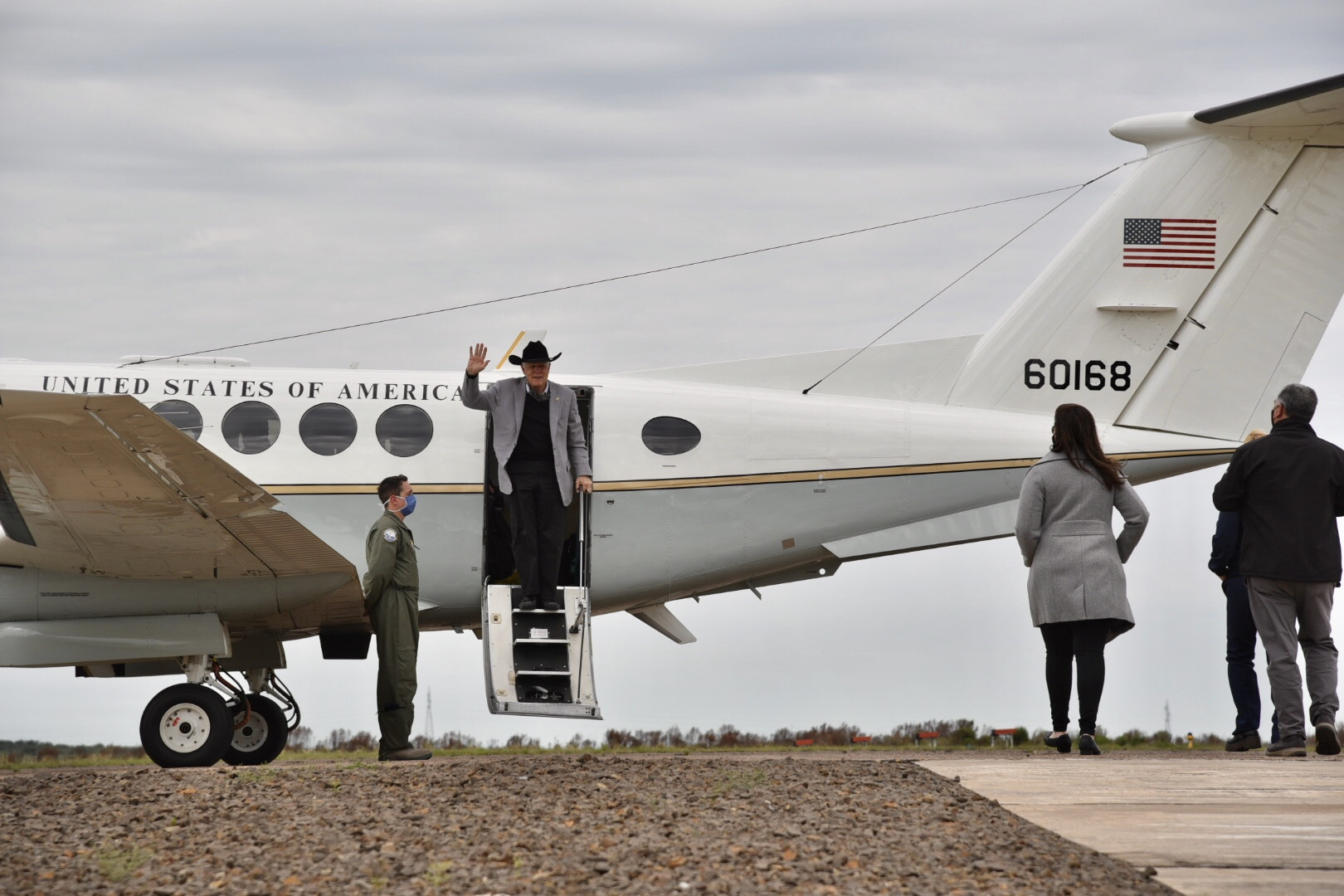
Międzynarodowy port lotniczy Artigas

Port lotniczy Artigas (hiszp. Aeropuerto Artigas) – jeden z urugwajskich portów lotniczych. Znajduje się w mieście Artigas.